# Araucaria humboldtensis
Espèce
Classification phylogénétique
Statut de conservation UICN

 EN B1ab(i,ii,iii,v)+2ab(i,ii,iii,v) : En danger
L'Araucaria du Mont Humboldt, Araucaria humboldtensis, est une plante du genre Araucaria, endémique de Nouvelle-Calédonie.

## Description
- Conifère atteignant une hauteur de 15 mètres, au tronc s'approchant géométriquement d'une colonne, avec une seule génération de branches horizontales, groupées dans le tiers supérieur de l'arbre. Cyme tabulaire pour les spécimens âgés[2],[3].

## Répartition
Localisé dans les forêts de montagne du sud de la Nouvelle-Calédonie Mont Humboldt, Mont Mou et Montagne des Sources entre 750 et 1 500 m.
Protégé dans la réserve naturelle de la Montagne des Sources.